# Juraj Kucka
Juraj Kucka (Bajmóc, 1987. február 26. –) szlovák labdarúgó, a Slovan Bratislava csapatának játékosa.

## Pályafutása
2007. március 11-én debütált a szlovák első osztályban a Ruzomberok színeiben. Első idényében 6 mérkőzésen játszott.Összesen 49 mérkőzésen játszott a csapatban és 8 alkalommal talált a hálóba.2009 januárjában a Sparta Praha csapatához igazolt,ahol első idényében bajnok lett.Játékstílusát az ír Roy Keanehez hasonlították.2011 januárjában 3,6 millió euróért a Genoához szerződött,először az Internazionale elleni Olasz Kupa meccsen lépett pályára.Februárban a szurkolók a meccs emberének választották az AC Milan elleni meccsen.
2022. június 23-án a Slovan Bratislava csapata szerződtette.

### A válogatottban
2008 novemberében játszott először a válogatottban Liechtenstein ellen.A 2010-es labdarúgó-világbajnokságon 3 meccset játszott Új-Zéland,Hollandia és Olaszország ellen.

## Sikerei, díjai

### Sparta Praha
- Cseh bajnok (1) : 2009–2010
- Cseh szuperkupa győztes: 2010

### Milan
- Olasz szuperkupa győztes (1): 2016